# Mattheus Smallegange
Mattheus Smallegange (Goes, gedoopt 29 december 1624 - Goes, 5 januari 1710) was een Nederlandse historicus, genealoog en vertaler.

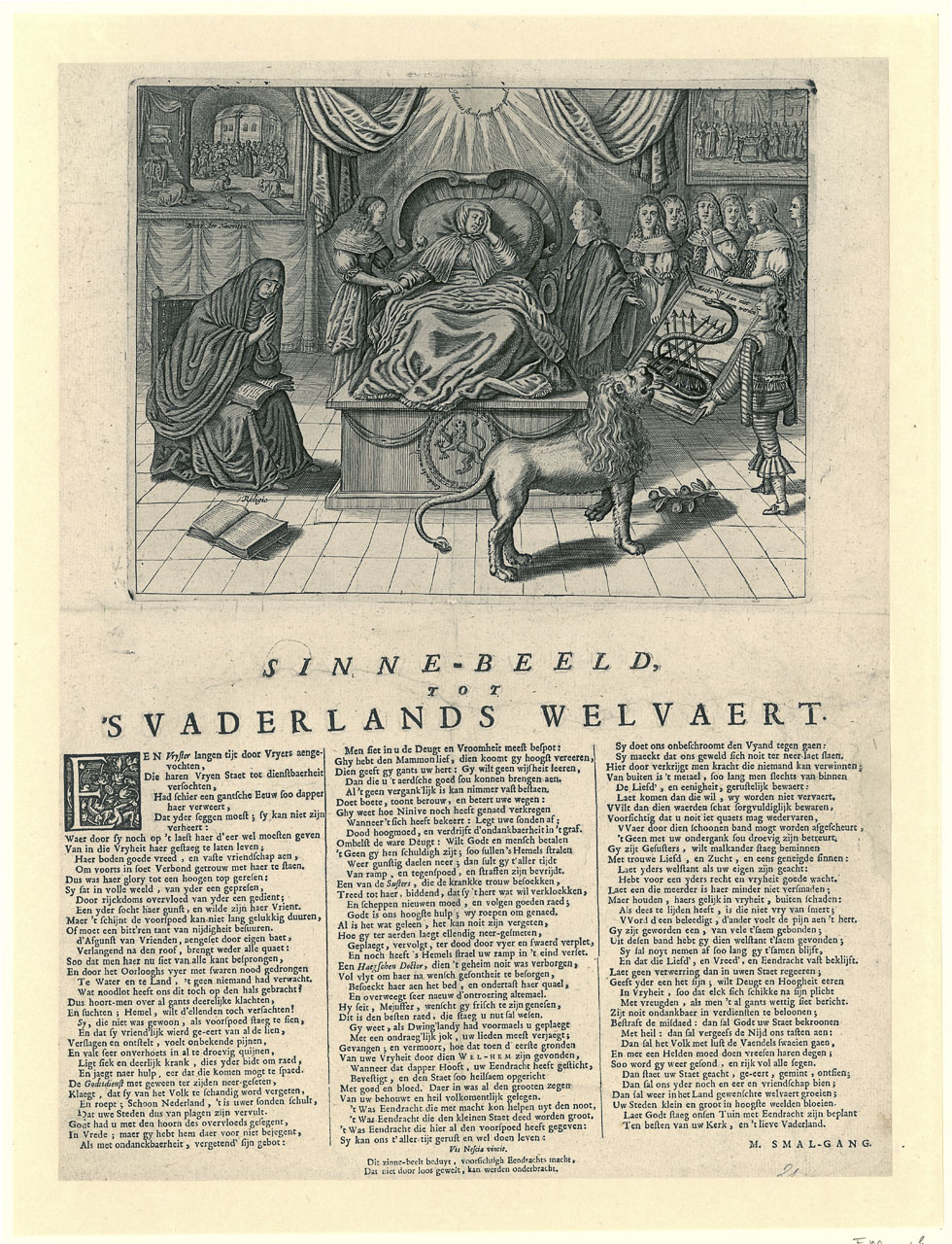
2e versie van Smalleganges Sinne-Beeld

Hij studeerde rechten in Utrecht (1638-1647). Waarschijnlijk heeft dit niet tot een promotie geleid.
In 1651 maakte hij een reis door Frankrijk om zich verder te bekwamen in de Franse en Italiaanse taal. Na terugkomst vestigde hij zich als commissaris van de schutterij in Goes. Rond 1660 woonde hij in Amsterdam en begon te publiceren. Naar aanleiding van de uitgave: "Sinnebeeld ter eeren van Wilhem de III" (1665) werd hij voor een jaar verbannen uit de stad.
Na die tijd is hij weer te vinden in Goes, ook wordt hij vermeld in Middelburg. Hij moet toen begonnen zijn met zijn bekendste werk: Nieuwe Cronyk Van Zeeland, een uitgebreide (bijna 800 bladzijden), fraai geïllustreerde beschrijving van Zeeland. Alhoewel op het titelblad het jaar 1696 staat vermeld kwam het boek pas in 1700 uit.
Het werk was een vervolg en samenvatting van de kronieken van Jacobus Eyndius (Chronici Zelandiae) en Johan Reygersberg (Dye Chronijck van Zeelandt). Ook werd er uit het werk van Boxhorn en Vredius veel, soms letterlijk, overgenomen. Het boek werd besloten met een herdruk van "de Beschrijving van den Zeelandschen adel, met wapenkaarten".
Het was de bedoeling dat er twee delen zouden verschijnen. In een, in sommige exemplaren van de Cronyk toegevoegd ‘besluit’, dat in of na 1702 geschreven is, bericht Smallegange, dat het tweede deel van zijn kroniek ‘over eenige jaren al meest beschreven ligt’; het is echter nooit verschenen, ook is het handschrift niet teruggevonden.
Smallegange was een gedreven onderzoeker en verzamelaar van historische bijzonderheden, dat kostte hem veel tijd, moeite en geld. Hij stierf, ongehuwd gebleven, op een huurkamer in Goes.
In 1966 en 1976 zijn er facsimile uitgaven verschenen:
- 1966; Middelburg; Van Benthem & Jutting.  Met kaarten en plattegronden. + Beschrijving van de Zeelandsche Adel & wapens.
- 1976; Vlissingen resp. Schiedam; Bikker Boeken resp. Interbook Int; Met al of niet uitslaande platen, kaarten en plattegronden. Voorzien van de Beschryving Van den Zeelandschen Adel, met afbeeldingen der wapens, en van Besluit Tot de Zeelandsche Cronyk.

Volgens Smallegange zelf was hij een nazaat van de familie die het gelijknamige kasteel Smallegange bewoonde nabij Kloetinge.

## Afbeeldingen

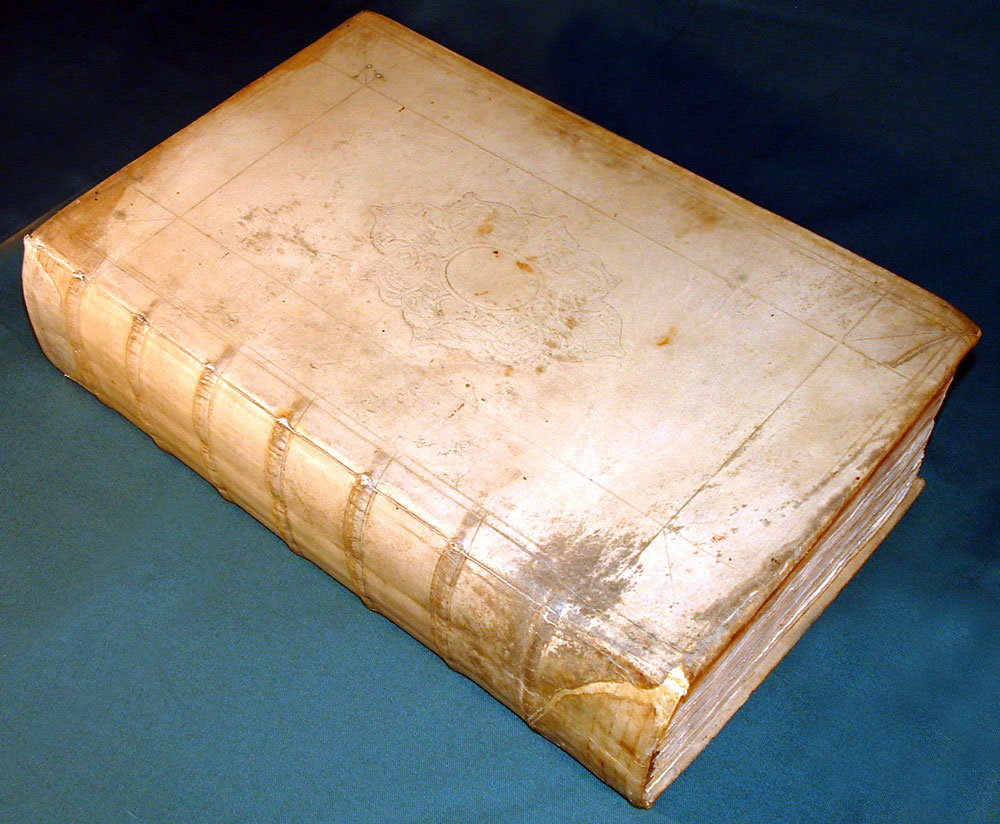
De Cronyk
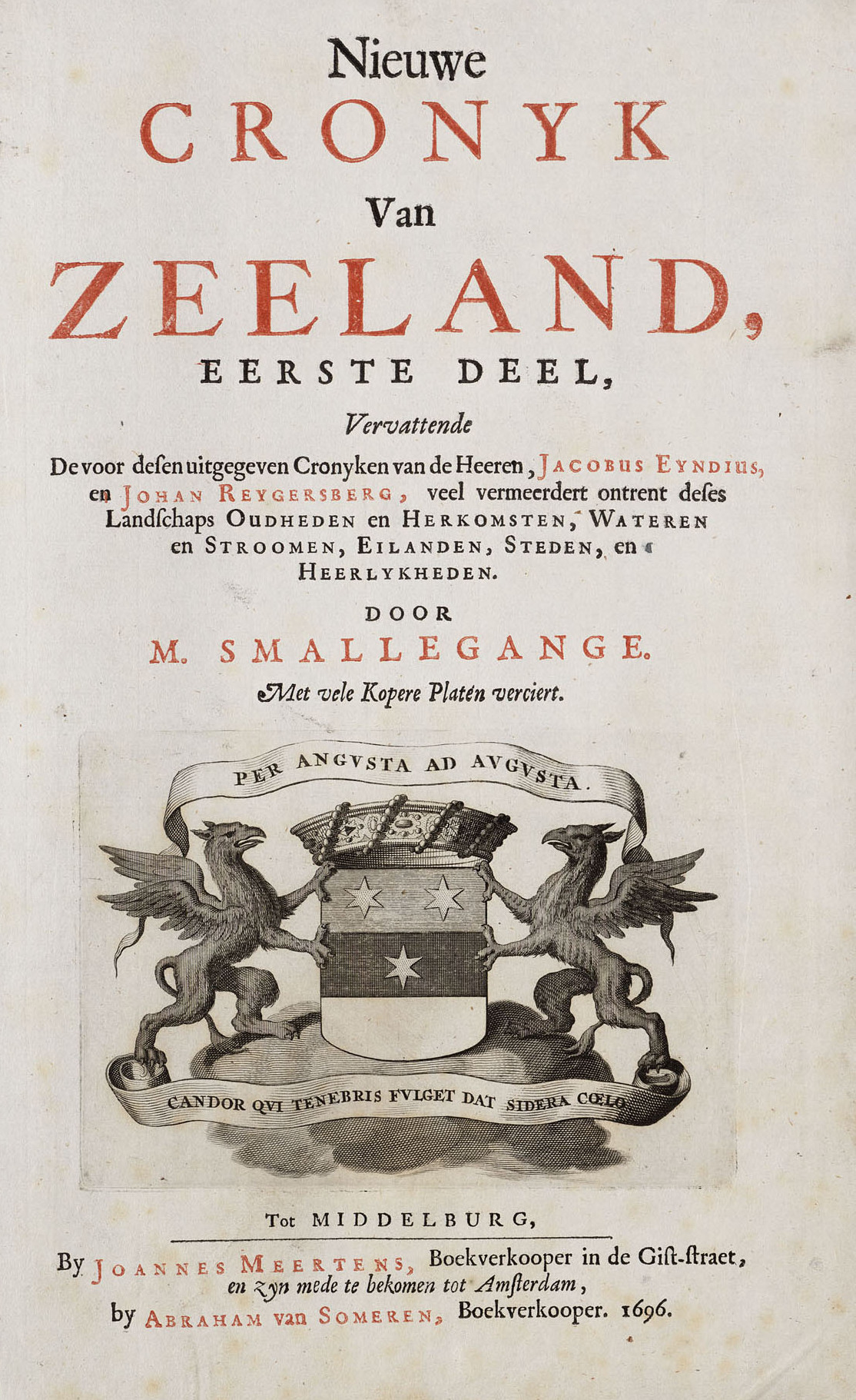
Titelblad
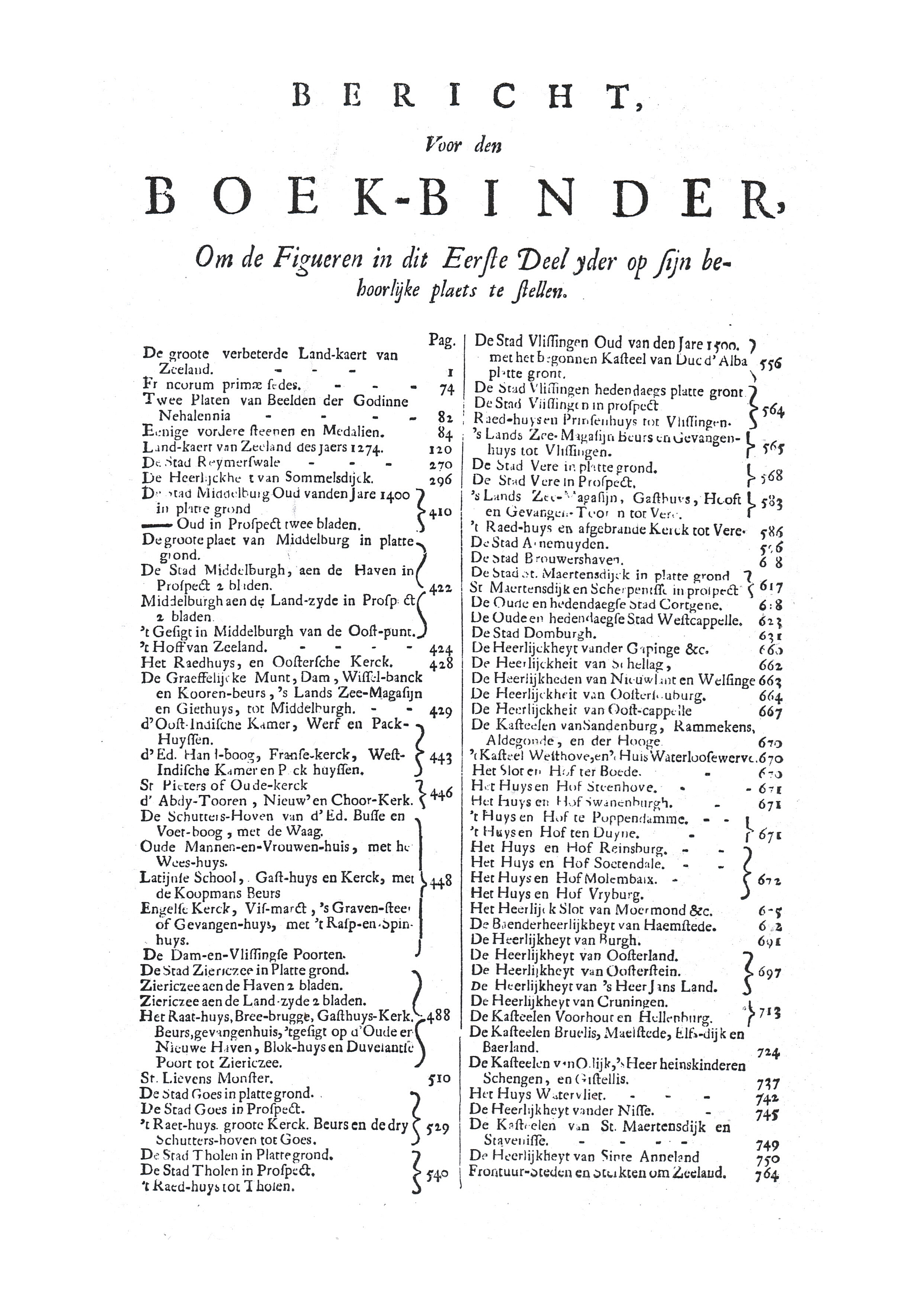
Afbeeldingen-index in de Cronyk van Zeeland
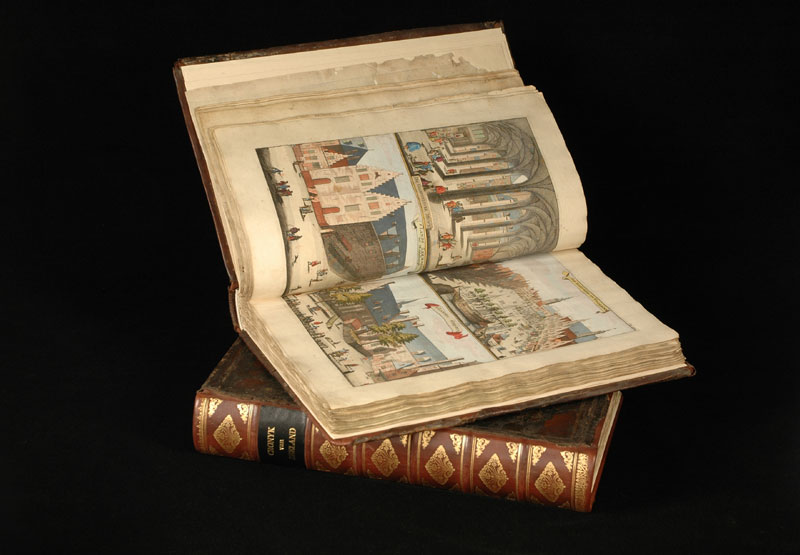
Ingekleurde versie van de Cronyk
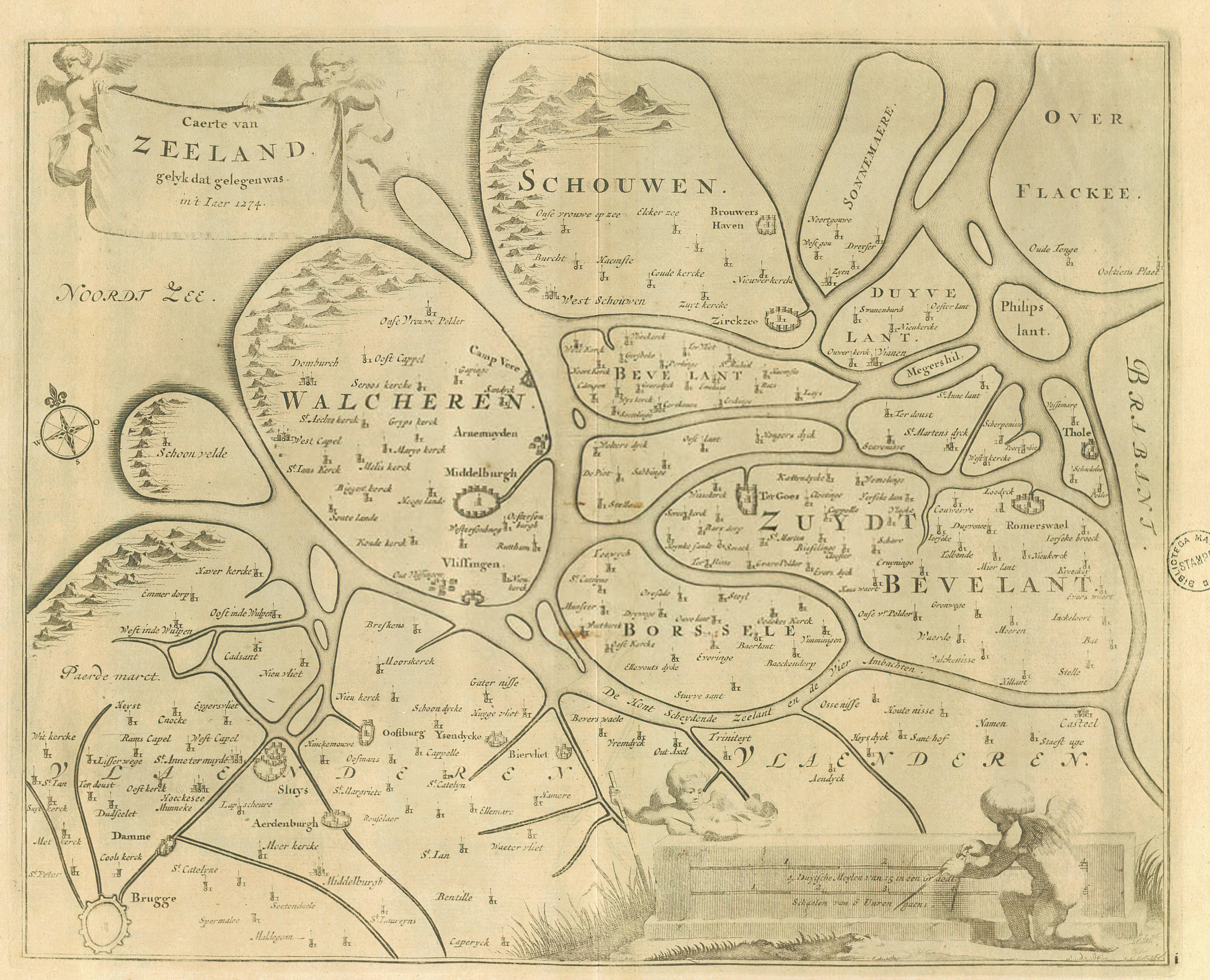
Zeeland in 1274
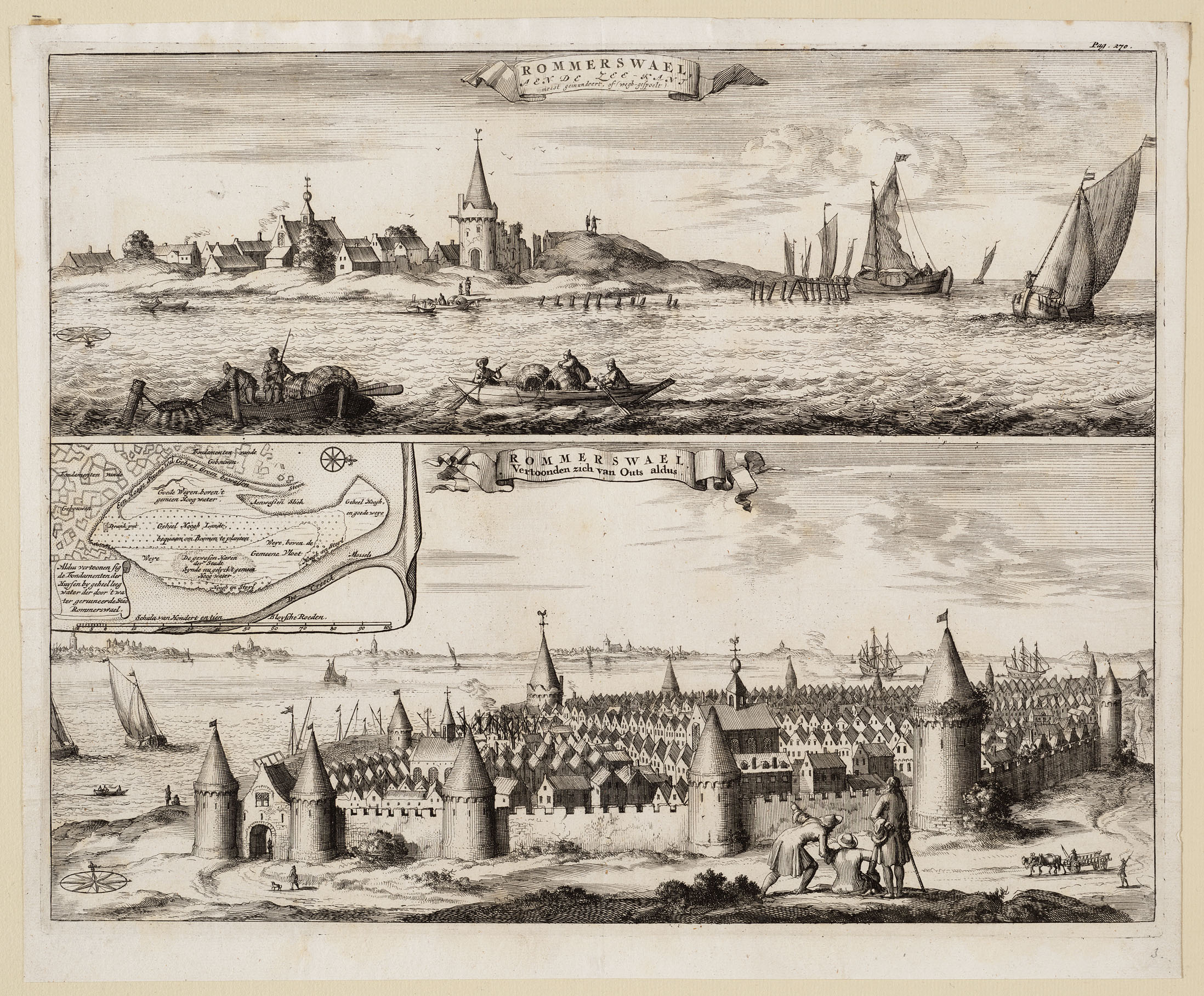
Gezichten op Reimerswaal
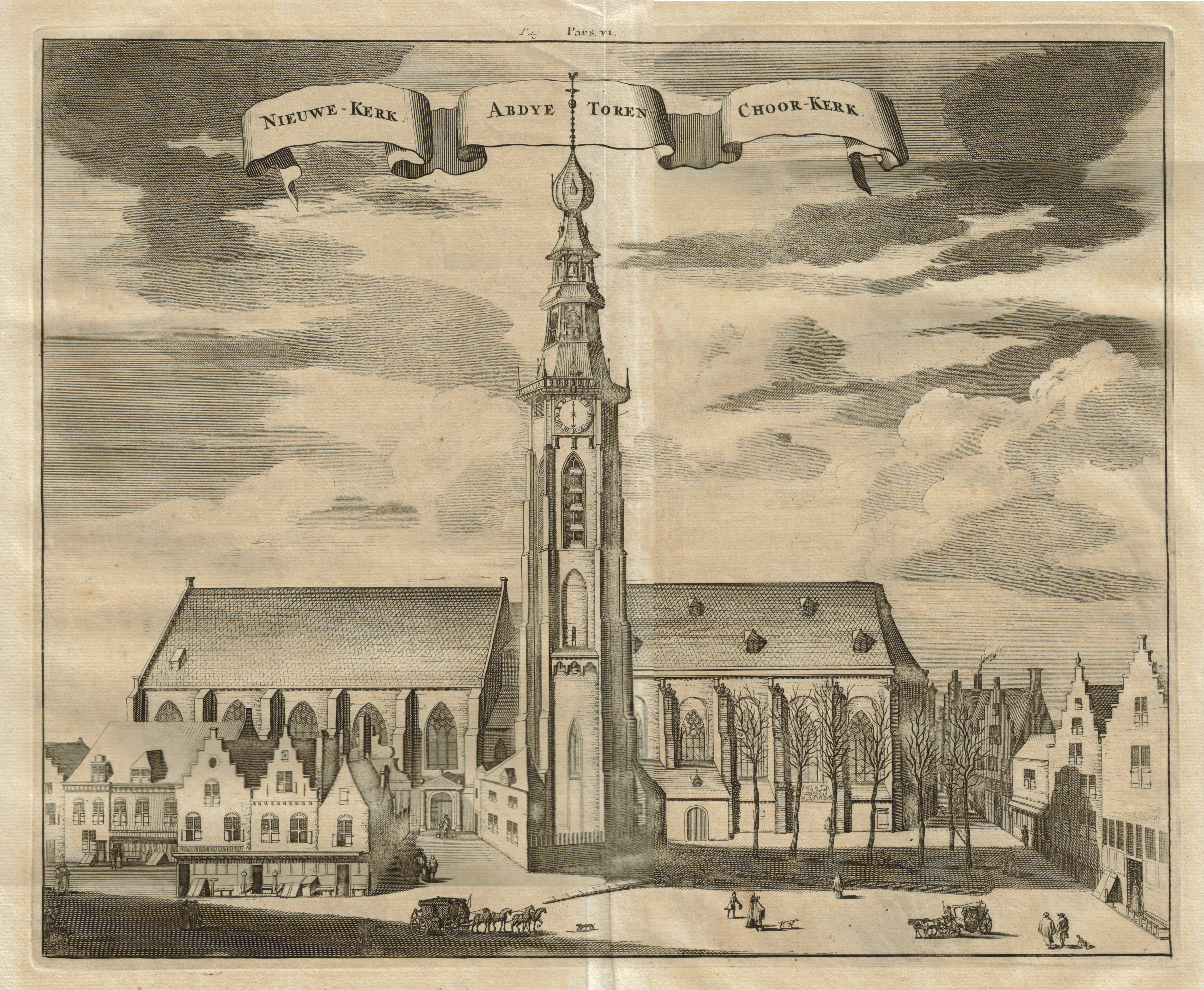
Abdij van Middelburg
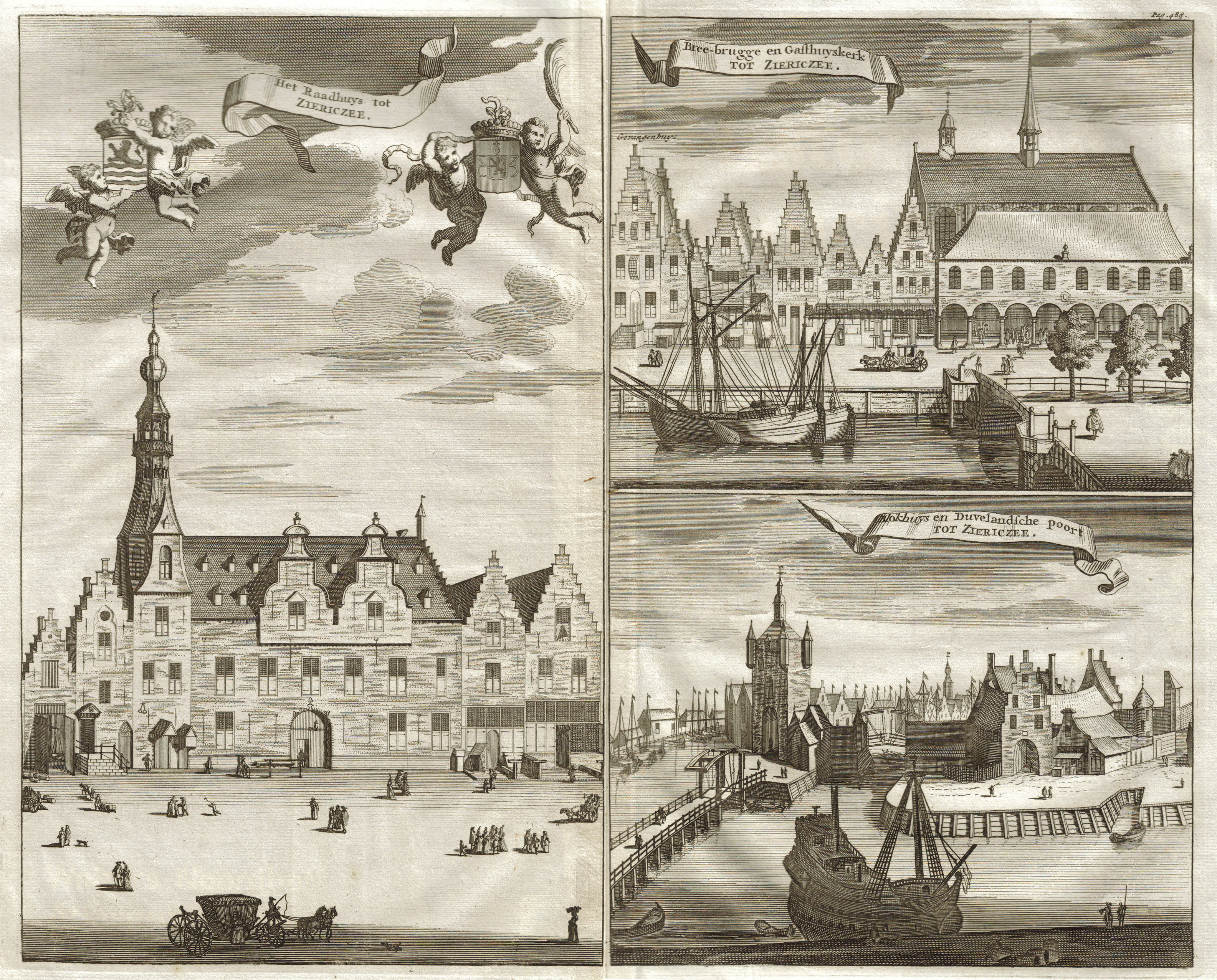
Afbeeldingen uit Zierikzee
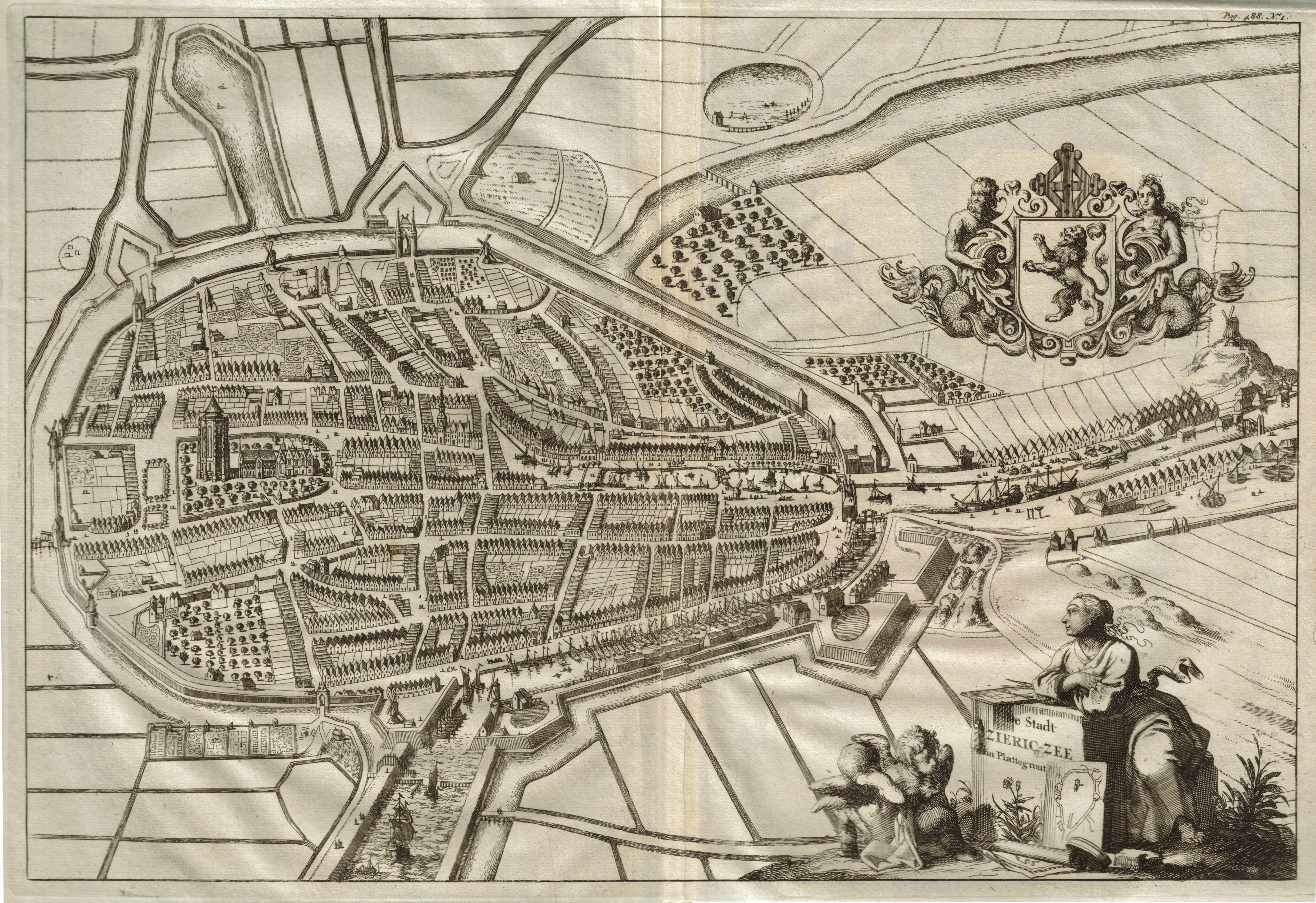
Plattegrond van Zierikzee
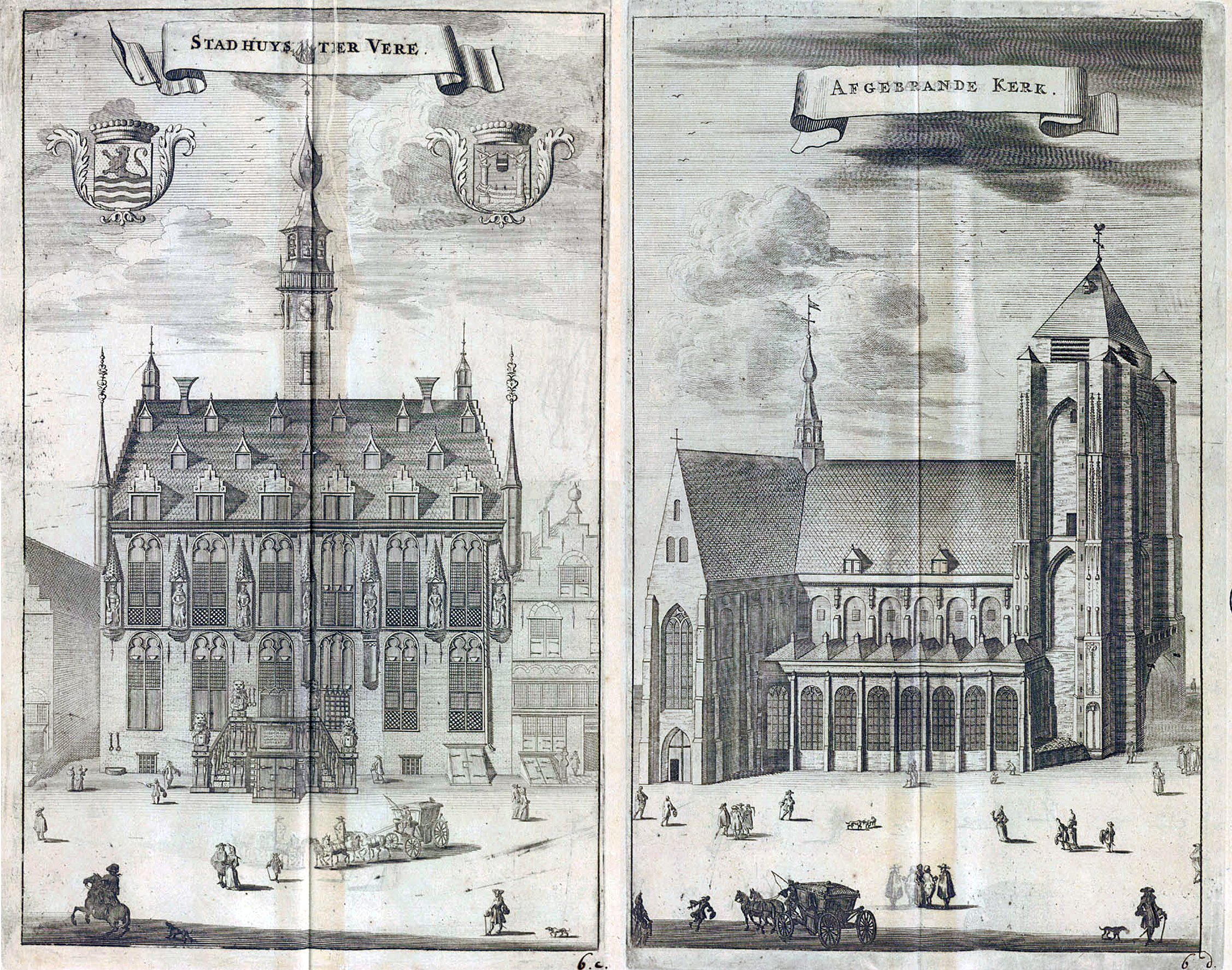
Stadhuis & Kerk van Veere
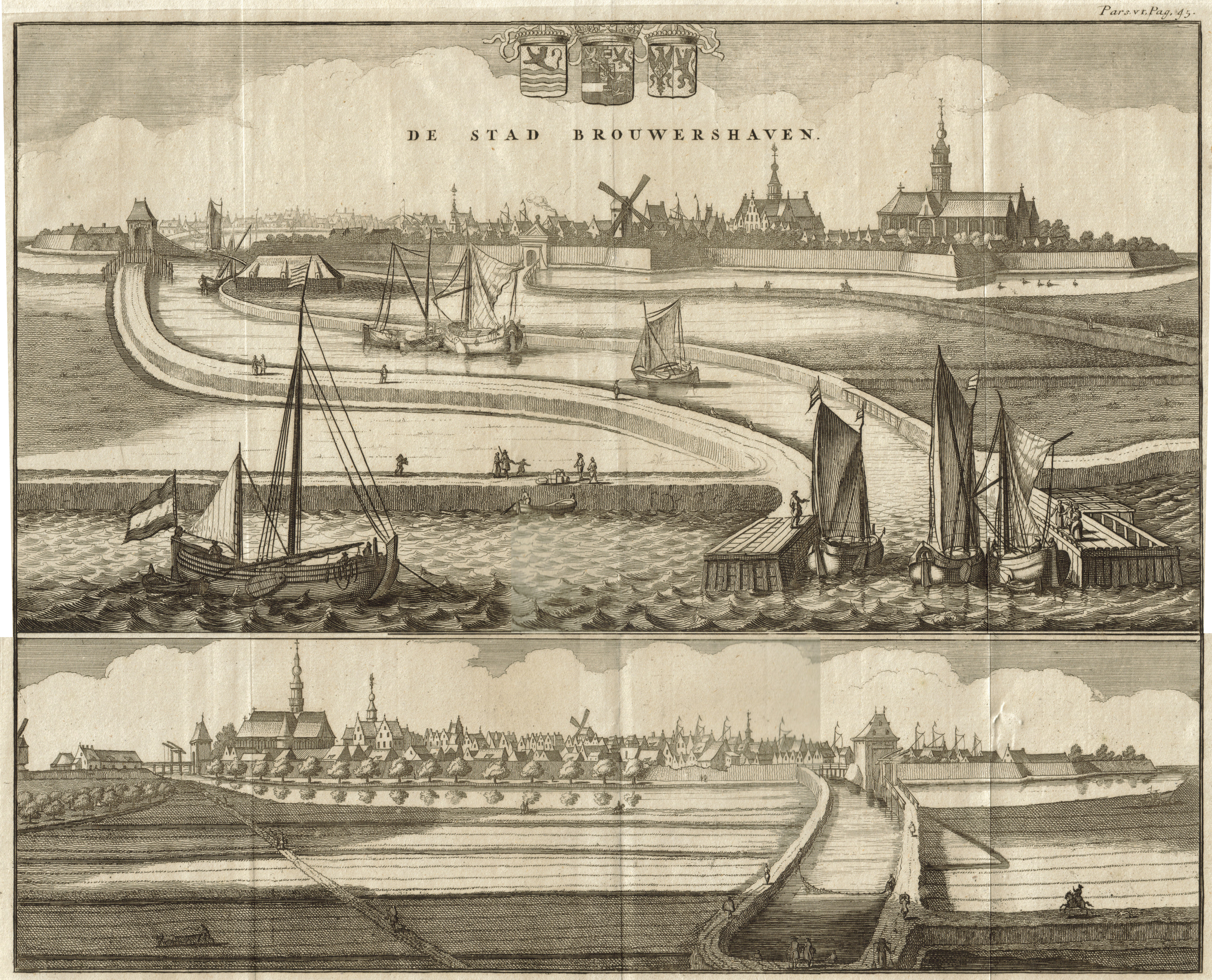
Gezichten op Brouwershaven
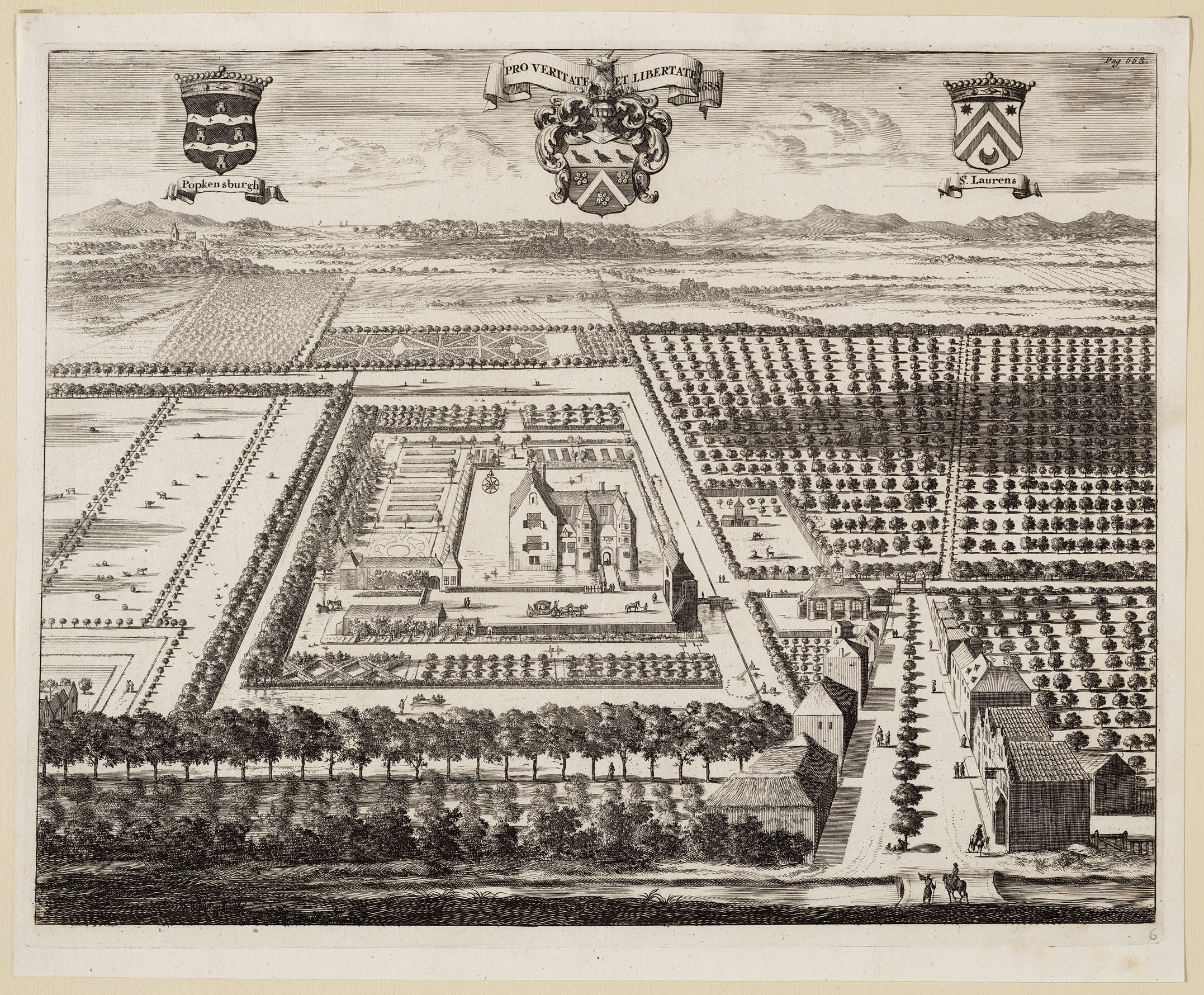
Gezicht op Popkensburg